# Jonathan Dubasin
Jonathan Dubasin (* 2. Februar 2000 in La Seu d’Urgell) ist ein spanisch-belgischer Fußballspieler.

## Spielerkarriere
Dubasin wurde als Sohn belgischer Eltern im katalanischen La Seu d’Urgell nahe der Grenze zwischen Andorra und Spanien geboren und wuchs dort auf. Seine Eltern stammen aus der wallonischen Stadt Namur. In seiner Kindheit begann er mit dem Fußballspielen in der lokalen Escola de Fútbol Orgèl·lia und spielte später im Nachwuchs des FC Andorra und bei Atlètic Segre. Im März 2018 verpflichtete ihn der FC Girona für seine U19. Im Februar 2019 wurde er für einen Lehrgang der belgischen U19-Nationalmannschaft berufen und debütierte dort bei einem inoffiziellen Freundschaftsspiel gegen den F.C.V. Dender E.H., kam anschließend jedoch in keinem offiziellen Länderspiel zum Einsatz.
Im Sommer 2019 wurde er für ein Jahr an den Viertligisten UE Figueres sowie anschließend für die Saison 2020/21 an den Drittligisten UE Llagostera ausgeliehen. Mit letzterem konnte Dubasin 2020 den spanischen Amateurpokal Copa Federación gewinnen. Die folgende Saison 2021/22 verbrachte er auf Leihbasis beim Drittligisten UD Logroñés, bei dem er sich als Stammspieler durchsetzen konnte und mit zehn Toren zweitbester Torschütze seiner Mannschaft hinter Iker Guarrotxena wurde.
Im Sommer 2022 verpflichtete ihn der Zweitliga-Aufsteiger Albacete Balompié, bei dem er einen Dreijahresvertrag erhielt. Dort gab Dubasin daraufhin sein Profidebüt und konnte sich als Stammspieler durchsetzen. Mit zehn Toren und sieben Torvorlagen wurde er Topscorer sowie der zweitbeste Torschütze der Mannschaft und qualifizierte sich mit dem Verein für die Aufstiegsspiele in die Primera División, wo man jedoch im Halbfinale an UD Levante scheiterte.
Im Anschluss verließ Dubasin den Verein im Sommer 2023 und wechselte in die Schweiz, wo ihn der Superligist FC Basel verpflichtete und mit einem Vierjahresvertrag bis 2027 ausstattete. Für die Rückrunde der Spielzeit 2023/24 kehrte er leihweise mit Kaufoption nach Spanien zurück und schloss sich Real Oviedo an. Nach seiner vorübergehenden Rückkehr nach Basel im Sommer folgte für die Saison 2024/25 eine erneute Leihe zum spanischen Zweitligisten Sporting Gijón.